# Pont Systems
A Pont Systems Zrt. magyar informatikai vállalat. A Pontot - illetve jogelődjét - 1996-ban alapították. A cég fő tevékenységi köre az egyedi szoftverfejlesztés, szoftvertesztelés, alkalmazásüzemeltetés és infrastruktúra építés.
A Pont Systems központja Budapesten található, de 2008 óta Kolozsváron, 2010 óta pedig Szabadkán is létrejött a Pont helyi leányvállalata. A dinamikus növekedést a Deloitte Fast50 díj is megerősítette, amely 2007-ben Európa 30. leggyorsabban növekvő IT vállalataként azonosította be a céget.
A Pont Systems főleg nagyvállalati ügyfélkör számára dolgozik, azon belül is elsősorban a bankok számára, így szakértőnek számít a pénzügyi informatikai szektorban. A számos pénzügyi szektorból szerzett ügyfél alapjaiban formálta a cég munkamódszertanát, amit az ISO 9001, később pedig az ISO 27001 tanúsítvány is keretbe foglalt.
2014 óta pedig három ázsiai kormányzati projektet adott át a cég, ezért e-government szakértőként is komoly referenciát tudhat maga mögött. Az első egy vietnami népességnyilvántartási projekt volt, amelyet két laoszi, egy élelmiszerbiztonsághoz és egy igazolványrendszerhez kötődő projekt követett.   
A Pont Systems vezetője a kezdetektől Kovács László, aki a cég 2014-es zártkörű részvénytársasággá válása óta vezérigazgatói pozíciót tölt be.

## Főbb tevékenységek
- Egyedi szoftverfejlesztés - a cég kezdeti tevékenységi köre, elsősorban backend fejlesztés
- Szoftvertesztelés - a szoftverfejlesztés üzletág hívta életre az önállóan is elérhető szoftvertesztelési szolgáltatási üzletágaz
- Alkalmazásüzemeltetés - a fejlesztést és minőségbiztosítást követően az üzemeltetés is szerves része a szolgáltatási körnek, ami önállóan is elérhető, 7/24 szolgáltatásként, L2, L3 szinten
- Infrastruktúra építés - a DC Corner Zrt. révén, elsősorban ázsiai megrendelők részére

A Pont Systems komplex rendszereket fejleszt és üzemeltet, helyszínen vagy távolról, hazai és külföldi nagyvállalatok részére. A piaci igényeknek megfelelően egyedi szakértők delegálása, illetve üzleti tanácsadás, projektvezetés is a szolgáltatási portfólió része.

## Főbb banki referenciák
- Fedezetlen hitelezési rendszer
- Jelzálog hitelezési rendszer
- Vállalati hitelezési rendszer
- Banki operáció, pl.: dokumentumgeneráló, központi lekérdező modul, videóazonosítás, stb.

## Nemzetközi referenciák
- Vietnám - Népességnyilvántartási rendszer - Hai Phong (2014-2019)[2]
- Laosz
  - Élelmiszerbiztonsági rendszer (2016-2021)
  - Igazolványrendszer (2019-2027)[3]
- Németország - GE Money és Arval számára oktatás és mobilfejlesztés
- Romániai (Kolozsvár) és szerbiai (Szabadka) leányvállalatok révén helyi projektek

Több, egyéb ázsiai és afrikai célállomáson folynak ígéretes tárgyalások újabb e-government projektek kapcsán.

## HR megközelítés
A Pont Systems büszke rá, hogy a belső felmérések szerint a pozitív csapatszellemet az elsők között említik a cég előnyeként a munkatársak. Ötéves ciklusonként kapnak a kollégák jubileumi ajándékot és mostanra már többen vannak a 25 éves jubileumot elérő munkavállalók.
A Pont célja, hogy lehetőséget biztosítson kezdő informatikusok számára is. A célkitűzés elérését természetesen a piaci folyamatok is befolyásolják, de volt olyan időszak, hogy egy oktatási partner segítségével néhány év alatt közel harminc toborzás történt.
A Pont Systems a banki és nemzetközi projektek révén változatos kihívásokat kínál a munkatársai részére, amelyek komoly referenciát és fejlődési lehetőséget jelentenek.

## Díjak, minősítések
- 2006 - Deloitte Technology Fast 50 Central Europe – 38. helyezés[4]
- 2007 - Deloitte Technology Fast 50 Central Europe – 30. helyezés[5]
- 2008 - Üzlet&Siker - Minősített Vállalkozás díj [6]
- ISO 9001[7]
- ISO 27001[8]